# Rijksbeschermd gezicht Sloten
Gezicht Sloten is een van rijkswege beschermd stadsgezicht in Sloten in de Nederlandse provincie Friesland. De procedure voor aanwijzing werd gestart op 26 januari 1971. Het gebied werd op 6 april 1972 definitief aangewezen. Het beschermd gezicht beslaat een oppervlakte van 28,2 hectare.
Panden die binnen een beschermd gezicht vallen krijgen niet automatisch de status van beschermd monument. Wel zal de gemeente het bestemmingsplan aanpassen om nieuwe ontwikkelingen in het gebied te reguleren. De gezichtsbescherming richt zich op de stedenbouwkundige en cultuurhistorische waardering van een gebied en wil het toekomstig functioneren daarvan veiligstellen.